# HMCS Atholl (K15)
HMCS Atholl (K15) je bila korveta izboljšanega razreda Flower, ki je med drugo svetovno vojno plula pod zastavo Kraljeve kanadske vojne mornarice.

## Zgodovina
Oktobra 1952 so ladjo razrezali v Kanadi.